# Safari Arms Matchmaster
Die Safari Arms Matchmaster ist eine Pistole, die aus der bekannten "Colt M1911"-Reihe speziell für Sportschützen entwickelt wurde. Sie ist dabei sehr nahe an den ursprünglichen Colt-Modellen konzipiert, dabei wurde besonderer Wert auf einfache Handhabung auch für anspruchsvolleres Schießen ohne besondere Leistungseinschränkungen („out of the box“) gelegt. Die Pistole kann dennoch von Schützen auf verschiedene individuelle Bedürfnisse angepasst (Customized) werden.

## Funktionsprinzip
Die Pistole arbeitet, wie ihr Vorbild M1911 Colt Government, als Rückstoßlader nach dem Browning-Prinzip. Die Laufverriegelung erfolgt auch hier über eine Kette in Form einer „8“ und zwei Warzen im Lauf.
Bei der Schussabgabe wird durch den Rückstoß der Schlitten nach hinten bewegt und dabei der Lauf im hinteren Teil durch die Kette nach unten aus der Verriegelung gezogen, der Lauf kippt im System nach unten ab. Der Schlitten zieht in seiner Bewegung nach hinten mit Hilfe des Ausziehers die leere Patronenhülse aus dem Patronenlager. Die Patronenhülse trifft auf den Ausstoßer, der sie in einer nach hinten, oben gerichteten Bewegung durch die Auswurföffnung im Schlitten aus der Waffe befördert. Anschließend wird der Schlitten mit Hilfe der Verschlussfeder wieder nach vorne getrieben, wobei er eine neue Patrone, sofern vorhanden, nach vorne aus dem Magazin schiebt und in das Patronenlager des Laufes befördert. Beim Erreichen der Ausgangsposition drückt die Kette den Lauf im hinteren Teil nach oben und verriegelt das System im Schlitten.

## Ausstattung

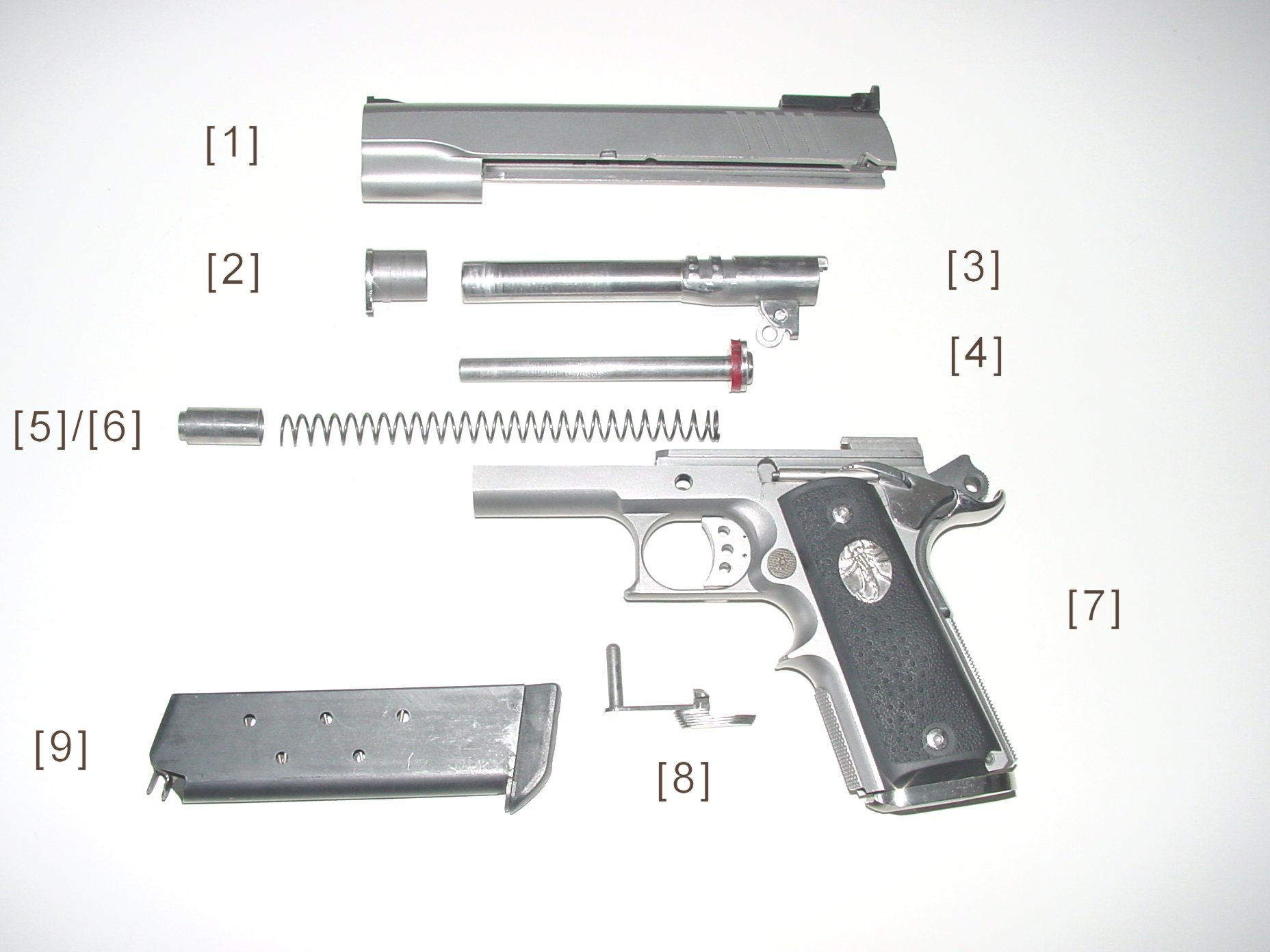
Bestandteile einer sonderangefertigten Safari Arms Matchmaster in der Explosionsdarstellung

Für das sportliche Schießen hat die Waffe mehrere Konstruktionsmerkmale:
- Griffstück: Damit sich die Hand des Schützen auch bei mehrmaligem Auslösen nicht übermäßig bewegt, verfügt das Griffstück über einen Fingerhaken. Um die Griffigkeit zu verbessern, ist im vorderen, unteren Bereich ein Checkerring angebracht.
- Abzugsbügel: Der Bügel ist mit einem Haken versehen, der für einen Finger der zweiten Schusshand oder zur Auflage an einer Barrikade verwendet werden kann.
- Schlitten: Die großen, tiefen Fräsungen an den Seiten im hinteren Teil des Schlittens dienen der Verbesserung der Handhabung beim Durchladen.
- Matchlauf: Für Präzision auch ohne besonderes Zubehör ist die Standardausführung mit einem Matchlauf mit angepasster Laufführung im vorderen Teil des Schlittens ausgestattet.
- Weitere Merkmale: Die Waffe ist außerdem mit verschiedenem Zubehör ausgestattet, um einer Out-of-the-box-Nutzung entgegenzukommen, wie einer Federführungsstange der Verschlussfeder, einem Mikrometer-Visier, gewichtsreduziertem Hammer, verlängerte Bedienhebel des Schlittenfangs, der üblichen, manuellen Colt-Sicherung und dem Standard-Matchabzug.

Bei Bedarf kann die Waffe mit verbesserter Zieloptik, größeren Magazinen und anderen Laufsystemen weiter angepasst werden. Mit einem Wechselsystem kann die Pistole von .45 ACP auf das in Europa verbreitetere 9 × 19 mm Kaliber umgestellt werden.

## Bestandteile der wartungszerlegten Waffe
- 1 – Verschluss (Schlitten) mit Korn, Mikrometervisierung
- 2 – Laufführung
- 3 – Lauf mit Kette (Verschlusssteuerung)
- 4 – Federführungsstange mit Dämpfungsring
- 5 – Federhülse
- 6 – Verschlussfeder (Rückholfeder)
- 7 – Griffstück mit Sicherungen, Abzugssystem, Auswerfer, Griffschalen und Magazintrichter (Jet-Funnel)
- 8 – Verschlusshebel (Schlittenfang)
- 9 – Magazin mit Zubringer und Magazinbodenverlängerung (Schutz)

## Modellvarianten
- Safariarms Matchmaster 5, mit Holzgriffschalen, Mikrometer-Visierung, Schlitten und Griffstück in Stainless Steel oder brüniert.
- Safariarms Matchmaster RS, mit Holzgriffschalen, Mikrometer-Visierung, Schlitten und Griffstück in Stainless Steel, ohne Haken.
- Safariarms Matchmaster 6, mit Holzgriffschalen, Mikrometer-Visierung, Schlitten und Griffstück in Stainless Steel.